# Zak – Zivilrecht aktuell
Die Zak – Zivilrecht aktuell (Zak) ist eine juristische Fachzeitschrift und erscheint seit Januar 2005 in Österreich (Wien) im Verlag LexisNexis ARD ORAC GmbH & Co KG.
In der Zeitschrift Zak ist die Zeitschrift „Orac aktuell / Zivilrechts-Info“ (Januar 2001 bis Dezember 2005) aufgegangen.

## Herausgeber
Das Zak wird von Georg Kodek (Hofrat des Obersten Gerichtshofs) und Matthias Neumayr (Hofrat des Obersten Gerichtshofs) 22 Mal pro Jahr herausgegeben.

## Inhalt
Im Zak werden in deutscher Sprache und in Schwerpunktheften zum Thema Zivilrecht (Bürgerliches Recht, Zivilverfahrensrecht, Internationales Privatrecht) kurze Fachartikel mit Praxistipps, eine Übersicht über den aktuellen Stand wichtiger Gesetzesvorhaben in Österreich und Europa sowie praktische Judikaturübersichten zu speziellen Themen neben neuesten zivilrechtlichen Entscheidungen und Informationen kurz und bündig dargestellt. Der Anspruch der Herausgeber ist unter anderem darauf gerichtet, den Leser durch die Zak mit einem „Zeitaufwand von maximal 30 Minuten pro Heft stets aktuell informiert“ sein zu lassen.

## Zielgruppe
Vom Verlag werden als Zielgruppe der Zak genannt: Rechtsanwälte, Notare, Richter, Juristen in der Privatwirtschaft sowie alle Juristen in Ausbildung.

## Redaktion und Lektorat
Die Redaktion der Zak wird von Wolfgang Kolmasch wahrgenommen (Fachredaktion für Zivilrecht des Verlags LexisNexis).
Das Lektorat und die Autorenbetreuung der Zak obliegt Katharina Bacher.

## Finanzierung
Zak wird durch Inserate und Abonnements finanziert.

## Aufbau
Zak wird regelmäßig wie folgt gegliedert:
- In aller Kürze,
- Schwerpunktthema (-themen),
- Gesetzgebung,
- Rechtsprechung,
- Literaturübersicht.

## Zitierweise
Beiträge und Entscheidungen, die im Zak veröffentlicht bzw. besprochen werden, werden (wie auch bei anderen Zeitschriften) üblicherweise folgendermaßen zitiert: Zak Jahr / Seite, Artikelnummer oder Zak Jahr / Seite oder Zak Jahr, Artikelnummer.